# Winkelspiegel

Schematische Darstellung der Verwendung eines Winkelspiegels in gepanzerten Militärfahrzeugen

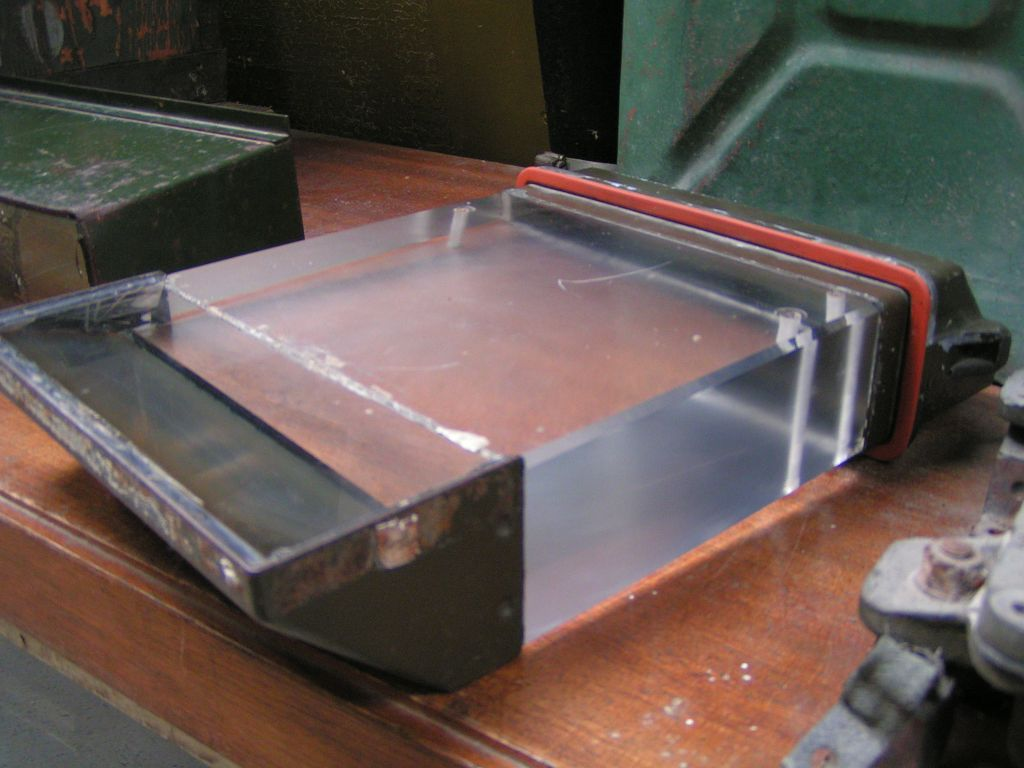
Ausgebauter Winkelspiegel eines Panzers

Ein Winkelspiegel ist eine optische Vorrichtung, mit der ein Beobachter, ähnlich wie mit einem Sehrohr, seinen Ausblickpunkt verschieben kann.

## Verwendung

### Militärtechnik
Winkelspiegel werden in gepanzerten Fahrzeugen verbaut, um ein relativ sicheres Beobachten aus dem durch die Panzerung geschützten Kampfraum in das Gelände zu ermöglichen. Moderne Winkelspiegel für gepanzerte Fahrzeuge sind heutzutage aus Polymethylmethacrylat (kurz: PMMA, oder auch Acrylglas genannt) hergestellt. Sie sind splitterfest und mit entsprechenden Filterfolien versehen, auch lasergeschützt. Es gibt fest eingebaute und drehbare Winkelspiegel.
Um die Tarnung aufrechtzuerhalten, ist es bei Dunkelheit nötig, Winkelspiegel von der Beobachterseite her abzudecken, weil andernfalls Licht aus dem Inneren des Fahrzeugs nach außen dringen kann.

### Geodäsie

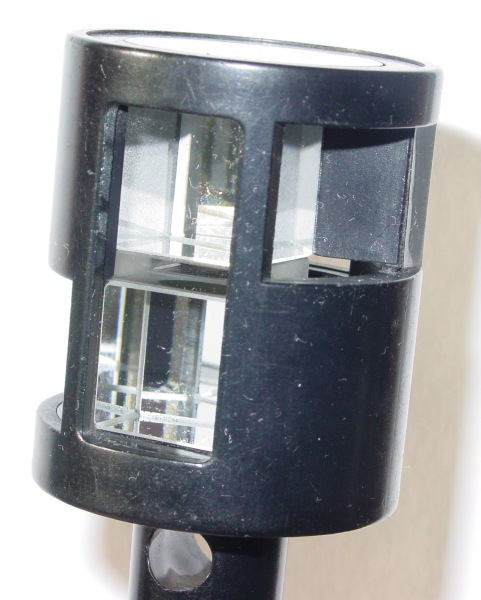
Doppelpentagon

In der Geodäsie werden Winkelprismen (auch Doppelpentagon) verwendet, um Orthogonalaufnahmen durchzuführen. Zwei in einem Gehäuse übereinander angebrachte Pentagonprismen reflektieren das Licht 90° zur Seite, sieht der Beobachter zwei Fluchtstäbe genau übereinander, so befindet er sich in der Flucht der Geraden zwischen den beiden Fluchtstäben. Durch einen Spalt zwischen den beiden Prismen kann ein dritter Fluchtstab anvisiert werden. Sind alle drei Stäbe deckungsgleich, so markiert der Lotfußpunkt des Winkelprismas den Scheitelpunkt des rechten Winkels.